# Les Garçons Bouchers (album)
 (mai 2020).
Albums de Les Garçons bouchers
Speed Oi music ! (démo)
(1986) Tome II
(1988)
Singles
1. La Bière
Sortie : février 1986
2. S.K.A.G.B.
Sortie : 1987

Les Garçons bouchers est le premier album du groupe de rock français du même nom, Les Garçons bouchers, sorti en cassette et vinyle en 1987 sur le label Boucherie Productions.

## Réception
Selon l'édition française du magazine Rolling Stone, cet album est le 37e meilleur album de rock français.

## Liste des titres
Toutes les chansons sont écrites et composées par Eric Dabda et François Hadji-Lazaro.
| A1. | La Bière                                                | 3:25 |
| A2. | Putain qu'elle est belle (punkette nommée désir)        | 2:00 |
| A3. | Noir et blanc (échec et mat à Soweto)                   | 2:10 |
| A4. | Et (l'argent, les femmes, le vin)                       | 1:55 |
| A5. | Viens (Les enfants cachés des Compagnons de la chanson) | 2:00 |
| A6. | Punkifiée (Re punkette nommée désir)                    | 2:45 |

| B1. | S.K.A.G.B. (Le Ska des... Garçons Bouchers)                       | 2:25 |
| B2. | Baston (Compresses Albuplast Mercurochrome)                       | 1:33 |
| B3. | Marche de Ménilmontant (Allez les p'tits gars)                    | 2:27 |
| B4. | Chinatown (Nuit coquine, nuit de pine)                            | 1:45 |
| B5. | L'Enragé (Néanderthalien de bureau ou gratte-papier des cavernes) | 2:52 |
| B6. | Johnny                                                            | 2:15 |
| B7. | Fortes têtes (Bananes Crêtes Tondeuses)                           | 2:07 |